# (30769) 1984 ST2
1984 أس تي 2 (ويعرف أيضًا باسم (30769) 1984 أس تي 2 وفق تسمية الكوكب الصغير) (بالإنجليزية: 1984 ST2)‏ هو كويكب ضمن حزام الكويكبات؛ وترتيبه 30769 من حيث الاكتشاف.
اكتُشف هذا الجُرم الفلكي بواسطة Brian A. Skiff ‏ في 25 سبتمبر 1984.

## وصلات خارجية
- (30769) 1984 ST2 في قاعدة بيانات مختبر الدفع النفاث لأجرام النظام الشمسي الصغيرة

- الاكتشاف · مخطط المدار ·  العناصر المدارية · المعلمات المادية

- (30769) 1984 ST2 على موقع ويكي سكاي: DSS2, SDSS, GALEX, IRAS, Hydrogen α, X-Ray, Astrophoto, Sky Map, Articles and images